# Ed, Edd n Eddy's Big Picture Show
Ed, Edd n Eddy's Big Picture Show (Todos contra los Eds en Hispanoamérica y La gran película de Ed, Edd y Eddy en España) es una película animada basada en la serie Ed, Edd n Eddy, con la primera representando el aflictivo final de la serie. Fue producida por a.k.a. Cartoon y estrenada en Cartoon Network el 8 de noviembre de 2009. La película fue dirigida por el creador de la serie Danny Antonucci, quién coescribió la película junto a Jono Howard, Mike Kubat, Rachel Connor, y Stacy Warnick. La película cuenta el viaje de los Eds para encontrar al innombrado (y previamente no visto) hermano mayor de Eddy, luego de que un intento de estafa de este último dejara al cul-de-sac en un estado de devastación.
Antonucci anunció inicialmente un "especial de 90 minutos" en 2006, y su título en 2007. Originalmente se iba a emitir en 2007, pero la fecha fue corrida a 2008, el año en que se completó y finalmente su emisión tomó lugar en 2009. Debido a la película, la sexta temporada fue acortada, ya que Antonucci y el equipo en a.k.a. Cartoon querían enfocarse en la producción de la película. La banda sonora fue compuesta por Patric Caird, quién también compuso la banda sonora de la serie. El reparto de voz incluye a todos los actores de la serie, mientras que el director de voz de la serie, Terry Klassen haría el papel del hermano mayor de Eddy. La película fue un éxito en los índices de audiencia para Cartoon Network, además de toparse con una recepción positiva.

## Trama
El más reciente intento de estafa para ganar dinero por parte de Eddy fracasó de manera desastrosa al punto de dejar el cul-de-sac en Peach Creek en un estado de devastación. Los otros niños quedaron horriblemente lastimados, con (excepción de Sarah y Jimmy) y todos deciden a confrontar a los Eds de manera violenta iniciando una tremenda persecución de parte de los ninos contra lo Eds, mientras ellos escapan en el auto del hermano mayor de Eddy, que tiene que ser movido por Ed, (al estilo Pedro Picapiedra) los Eds logran escapar casi ilesos de los niños, para poder salvarse Eddy decide buscar a su hermano mayor por mayor protección. No obstante, Eddy desconoce realmente donde vive su hermano mayor.
Pese a no haber sido afectados por la estafa, Jimmy y Sarah buscan tener un pícnic para presenciar a los Eds siendo agredidos. Jonny y Tablón toman sus alter ego respectivos Captain Melonhead y Splinter the Wonderwood mientras comienzan la persecución en un bus de ciudad. Rolf deja su pesado equipaje andando en la espalda de su cerdo Wilfred, utilizando el sentido de olfato de este último y cualquier otro método de deducción que tenga a su disposición para encontrar a los Eds. Kevin y Nazz viajan en la bicicleta del primero. Cuando las hermanas Kanker, Lee, Marie, y May, se enteran de los planes de los niños para lastimar a los Eds, estas van en camino para proteger a sus "novios" de la ira de los niños y secuestran a Jimmy y Sarah para esclavizarlos y forzarlos a mover su automóvil.
Mientras tanto, los Eds vagan sin rumbo aparente bajo la dirección de Eddy. En un campo, Edd (llamado Doble D), perfila al hermano mayor de Eddy y razona que dado su perfil como estafador, el podría encontrarse en un sitio que involucre bromas. Ed utiliza una de sus historietas de 10 años para sugerir que el grupo viaje a la Fábrica de Bromas de Lemon Brook por un campo de girasoles. Tras llegar, ven que la fábrica ha sido abandonada. Ed y Eddy juegan con los juguetes de broma desechados mientras Doble D busca por pistas en la oficina, sin embargo con obvia indiferencia Ed y Eddy le hacen crueles bromas a Doble D quien se enoja por este apto.
Tras dejar la Fábrica, Eddy dice que su hermano mayor fue una vez un "cazador de ballenas", por lo que Doble D deduce que debe vivir cerca del mar. Luego construyen un bote para viajar por el río. El río los lleva a un pantano, destruyendo el bote. Ed y Eddy le hacen a Doble D una broma haciéndole creer que mueren ahogados en las arenas movedizas. Los dos se ríen de Doble D por caer en la broma y Doble D finalmente pierde los estribos y termina peleándose con Eddy, la pelea finaliza con Doble D culpando a Eddy por todos los desastres y golpizas que sufrieron a lo largo de la serie 
,y porque por él, tuvo que abandonar su casa y a sus padres, Doble D decide abandonar a Ed y a Eddy, y regresar a casa enfrentar la ira de los niños, Ed llora sobre su dañada amistad y Eddy inicialmente se enfurece, pero también empieza a llorar y se disculpa por la broma y admite que todo ha sido su culpa. Doble D los perdona y el trío prosigue su viaje. A partir de este punto, Eddy comienza a tener un cambio en su comportamiento.
Mientras tanto, Jimmy y Sarah logran escapar de las Kankers al esconderse en el campo de girasoles. Luego continúan su viaje con Wilfred (quién se había separado de Rolf). Luego esa tarde, las hermanas Kanker capturan a Nazz, Kevin y Rolf uno por uno y los secuestran. Durante la noche, Los Eds deciden armar un campamento, ya que obviamente no tienen dinero para pagar un hotel, (aunque Eddy cree de forma incoherente que si la estafa hubiese tenido éxito tendrían dinero para pagarlo).
A la mañana siguiente, los Eds llegan a un parque de diversiones costero llamado "Mondo A-Go Go", el cual Doble D vincula a una postal que Eddy tiene de su hermano mayor. Los Eds concluyen que ellos han exitosamente encontrado al hermano mayor de Eddy, viviendo en el tráiler inspirado en una ballena. Sin embargo, justo cuando Eddy está a punto de tocar la puerta, las hermanas Kanker y los niños de Peach Creek llegan, excepto Jonny y Tablón. Eddy luego toca la puerta, y su hermano mayor aparece. Aunque su hermano mayor originalmente parece ser todo lo que niños han imaginado, él demuestra ser físicamente abusivo hacia Eddy sin razón aparente, dejando a todos horrorizados.
Cuando Doble D trata de dialogar con él para que deje de lastimar a Eddy, el hermano mayor de Eddy desdeñosamente utiliza a Eddy para golpear a Doble D contra el piso. Chocados por esto, los otros niños van a defender a Eddy y Lee Kanker es retenida a la fuerza por May y Marie. Ed suelta las visagras de la puerta del tráiler provocando que vuele contra el hermano mayor de Eddy y lo noquea. Mientras Eddy se lamenta sobre todas sus acciones pasadas, revela que todo lo que alardeó sobre su hermano mayor siempre fue una mentira y actuó en la forma en que lo hizo a lo largo de toda la serie en un infructuoso intento de ganar admiración y aceptación social. Tocados por la confesión abierta y disculpa sincera de Eddy, los niños los perdonan y aceptan a los Eds como amigos, tanto que Nazz le da un beso sincero a Eddy y Sarah abraza a su hermano. Jonny y Tablón llegan en ese momento y, sin dar tiempo a que alguien le explique lo que pasa, atacan a los Eds. En respuesta, los otros niños atacan a Jonny y Tablón. Posteriormente, Kevin invita a todos a comer caramelos y los niños, exceptuando a Jonny y Tablón, vuelven a casa juntos, mientras las Kankers arrastran al hermano mayor de Eddy hacia su tráiler.
En una escena poscréditos, Jonny y Tablón, sintiéndose traicionados por los niños, juran venganza y reemplazan sus alter ego de superhéroe por unos de villanos: The Gourd y Timber the Dark Shard. Sin embargo, Tablón le dice a Jonny que ya no queda tiempo en la película, a lo que Jonny pregunta "¿Qué película?" significando el final de la película y por ende, de toda la serie.

## Reparto
| Personaje             | Actor de voz original | Actor de doblaje Latinoamérica | Actor de doblaje España |
| --------------------- | --------------------- | ------------------------------ | ----------------------- |
| Ed                    | Matt Hill             | Luis Daniel Ramírez            | Jordi Pons              |
| Edd «Doble D»         | Samuel Vincent        | José Antonio Macías            | Javier Viñas            |
| Eddy                  | Tony Sampson          | Óscar Flores                   | César Martínez          |
| Rolf                  | Peter Kelamis         | Daniel Abundis                 | Aleix Estadella         |
| Nazz                  | Erin Fitzgerald       | Mayra Arellano                 | Graciela Molina         |
| Kevin                 | Kathleen Barr         | Irwin Daayán                   | Hernán Fernández        |
| Jonny 2x4             | David Paul Grove      | María Fernanda Morales         | Diana de Guzmán         |
| Jimmy                 | Keenan Christensen    | Ricardo Mendoza                | Isabel Valls            |
| Sarah                 | Janyse Jaud           | Berenice Vega                  | Victoria Ramos          |
| Lee Kanker            | Janyse Jaud           | Irene Jiménez                  | Marta Dualde            |
| Marie Kanker          | Kathleen Barr         | Isabel Martiñón                | Ariadna de Guzmán       |
| May Kanker            | Erin Fitzgerald       | Circe Luna                     | Concha Tejada           |
| Hermano mayor de Eddy | Terry Klassen         | Benjamín Rivera                | Ramón Canals            |
| Insertos              | N/A                   | Ricardo Mendoza                | Javier Viñas            |

## Producción
Años antes del anuncio, había rumores de una posible película de Ed, Edd y Eddy. En la Comic-Con de San Diego de 2006, el creador de la serie Danny Antonucci dijo que un "especial de 90 minutos" iba a emitirse al año siguiente. En el DVD de la Segunda Temporada de la serie, en una entrevista exclusiva, Antonucci sugirió que la película podría revelar lo que está bajo el sombrero de Doble D, aunque esto nunca ocurrió, fuera del hecho de una posible pista de que él es calvo en unos pocos episodios.
En junio de 2007, a.k.a. Cartoon confirmó, que estaban trabajando en una película televisiva de 90 minutos, la cual iba a emitirse en 2008, junto con un lanzamiento en DVD. Como resultado, la producción de la previamente ordenada sexta temporada de la serie fue reemplazada por la película, no por falta de interés en nuevos episodios, sino porque todo el personal de a.k.a. estaba concentrado en la realización de la película. Cartoon Network aceptó la decisión de Antonucci de hacer una película en lugar de una sexta temporada. Dos episodios de dicha temporada ya estaban en producción, no obstante, por lo que Cartoon Network los emitió como un evento especial el 29 de junio de 2008. IGN confirmó que la serie estaba en hiatus debido a la película en noviembre de 2007.
El 27 de julio de 2007, en la Comic-Con de ese mismo año, a.k.a anunció que la pelīcula, titulada Ed, Edd n Eddy's Big Picture Show, incluiría la búsqueda del hermano de Eddy, un personaje al cual se había aludido en otras oportunidades a lo largo de la serie, pero que se vería visto por primera vez en la película, y que sería el final de la serie. Fue interpretado por Terry Klassen, quién trabajó como director de voz para la serie.
La película quedó completa en 2008, pero no se estrenaría hasta noviembre de 2009. Fue dirigida por Antonucci, quién coescribió la película junto a Jono Howard, Mike Kubat, Rachel Connor y Stacy Warnick. El storyboard de la película fue realizado por Scott Underwood, Steve Garcia, Raven Molisee, Joel Dickie y "Big Jim" Miller. The Big Picture Show finalmente se estrenó el 8 de noviembre de 2009, en Cartoon Network. El compositor de la serie, Patric Caird, regresó para componer la banda sonora, y luego la lanzó en su sitio oficial.

## Recepción
Charlie-Robinson Poortvliet de MovieAddictz.com le dio a la película una calificación de "8.2/10", considerándola superior a todos los episodios que él ha visto, llámandola un "gran final de doble episodio", Poortvliet aplaudió la trama de la película, las actuaciones en voz, y la dirección, y dijo que no "podía parar de reír", llamándola algo "digno de ver" para los fanáticos, diciendo que ellos podrían "amar esta película por un hecho", y también notó que la película fue una "gran sorpresa positiva, ya que normalmente las películas televisivas son peores que la serie."